# Locketina
Locketina és un gènere d'aranyes araneomorfes de la subfamília Erigoninae, dins de la família Linyphiidae.
Fou descrit per primera vegada per A. O. Kocak i M. Kemal l'any 2006.
Es poden trobar al sud-est d'Àsia, concretament a Indonèsia i Malàisia.

## Llista d'espècies
Segons The World Spider Catalog 12.0:
- Locketina fissivulva (Millidge & Russell-Smith, 1992)
- Locketina pusilla (Millidge & Russell-Smith, 1992)
- Locketina versa (Locket, 1982) (Espècie tipus)